# 草壁焔太
草壁 焔太（くさかべ えんた、1938年3月13日 - ）は「五行歌の会」主宰、五行歌人、詩人、評論家、翻訳家。本名、三好清明。関東州大連市生まれ。五行歌の創始者として知られている。

## 来歴
終戦後、9歳のときに香川県小豆島に引揚げ。香川県立小豆島高等学校、東京大学文学部西洋哲学科卒。1956年、前川佐美雄の「日本歌人」に入会、1957年、新詩型「五行歌」を創案し、自由詩とともに五行歌を書いた。ライター編集などをしながら、詩歌の活動に専念。1966年第一詩集「ほんとうに愛していたら」を刊行。その後、多くの詩集を出版し、「絶唱」「湖上」「詩壇」と詩歌雑誌の主宰を務めた。四十代後半には、1993年五行歌集「心の果て」を刊行、1994年4月、「五行歌の会」を創立、月刊『五行歌』を創刊し、「五行歌の会」主宰として五行歌の普及に努める。

## 著作
- 『ほんとうに愛していたら』 六芸書房 (1966)
- 『啄木と牧水―二つの流星 』日貿出版社 (1976)
- 『石川啄木―天才の自己形成』講談社現代新書(1977.6)
- 『実力専務去る』六芸書房 (1979.12)
- 『敬語で恥をかかない本』日本文芸社(1983)[20]
- 『穴のあいた麦わら帽子』市井社(1983)
- 『学校がなくなった日』市井社(1988)
- 『散文人間、韻文人間、データ人間』 市井社 (1990.4)
- 『心の果て』 市井社 (1993.3)
- 『川の音がかすかにする』市井社 (1994.11)
- 『東大なんてヘッチャラさ―モーレツ愉快な勉強法 』読売新聞社 (1985.3)
- 『五行歌を始める人のために』市井社 (1997.1)
- 『飛鳥の断崖-五行歌の発見』 市井社 (1998.12)
- 『五行歌の事典』東京堂出版 (2001.6)
- 『五行歌入門』東京堂出版 (2001.9)
- 『木曜日の五行歌』東京堂出版 岩崎千夏 画(2002.5)[21]
- 『海山』 市井社 (2005.3)
- 『五行歌秀歌集〈1〉’01~’05』(2006.8)
- 『Gogyohka』Shisei-sha (2006.11)
- 『すぐ書ける五行歌』市井社 (2008.9)
- 『もの思いの論―五行歌を形作ったもの』市井社(2009.10)
- 『五行歌秀歌集〈2〉’06~’10 』市井社(2011.12)
- 『五行歌 誰の心にも名作がある 』市井社(2013.12)[22]
- 『人を抱く青』草壁焔太五行歌選歌集,遊子編市井社(2015.3)
- 『ホンネの五行歌』明治書院 (2015.4)
- 『五行歌秀歌集 <3> '11~'15 』市井社(2016.12)
- 『額田王は生きていた』市井社(2019.5）[23]

### 翻訳
- ジェームス・ブリス/ジョセフ・モレラ『左利きの本―右利き社会への挑戦状 』講談社(1980.12)

### 漫画原作
- 『ガラスの橋』 講談社(1974.10、収録4作品のうち以下2編が草壁原作、講談社KCフレンドシリーズ：644、作画：神奈幸子[24]）
  - 『ガラスの橋』（初出：「週刊少女フレンド」 1974年4月5日号/13号）
  - 『6月のあらし』（初出：「週刊少女フレンド」 1974年6月20日号/18号）